# 타카모토 아야

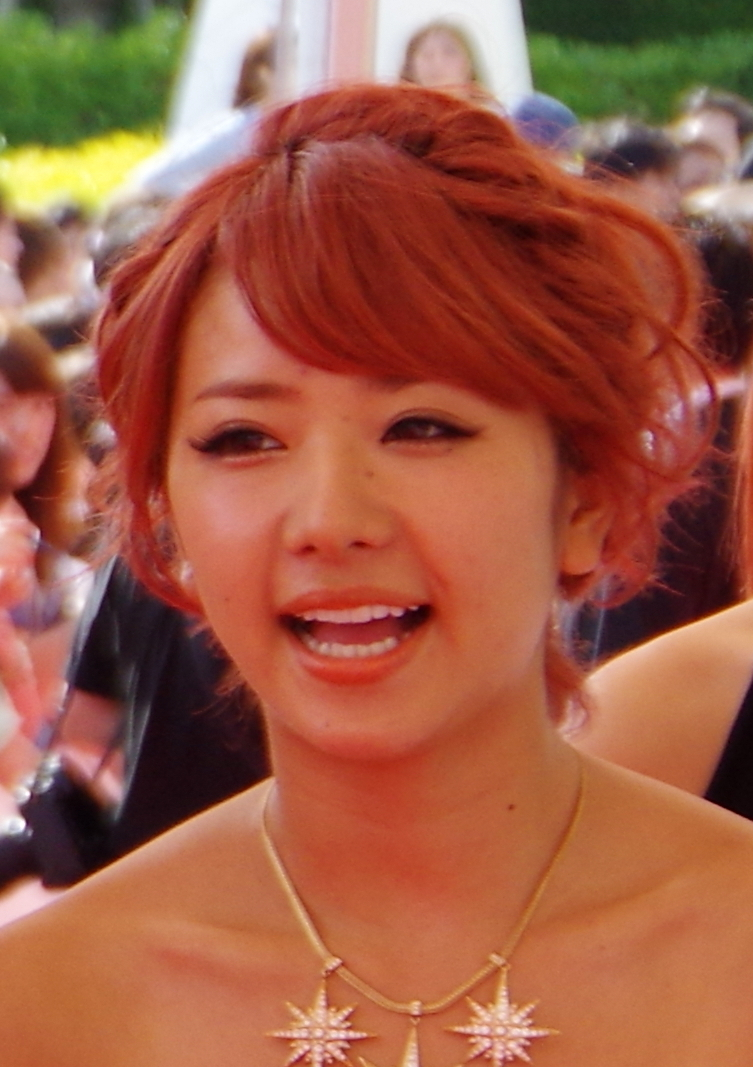

다카모토 아야(高本彩, 1987년 7월 16일)는 일본의 가수인 E-girls의 크리에이티브 매니저이다. 소속 사무소는 LDH

## 개요
2002년, 마츠무로 마이가 탈퇴한 후, Dream에 합류했다. 댄스 기술의 평가가 높으며 패션 잡지인 Cawaii의 모델로 활동하고 있다. 또한 나카시마 아미랑 개그 콤비인 へちゃばぁいず를 결성해 팬들에게 늘 웃음을 선사하고 있다.
코다 쿠미랑 음성이 비슷하고 사진을 잘 찍어 Dream 상품 제작에 관여하고 있다. 그리고 그녀는 아야(あや), 제로부르고(ゼロよん), 다카 가지고 짱(たかもっちゃん), 캐서린(キャサリン) 등 많은 별명을 가지고 있는데 그녀의 별명 중 대부분은 니시다 시즈카가 지었다.

## 활동

### 작품
1. Dream スナッコ (Dream 스낫코)
2. Dream 2006 カレンダ (Dream 2006 달력)
3. トレーディングフォト(Treding Photo) vol.3 「FLASH7」
4. 잡지 Cawaii!
5. 무대美味學院 (맛있는 학원)

### 출연
1. 영화 호 재앙과 포즈(ほわいと ポーズ)
2. ヨシモト(갈대모토)

| 전임 Aya | 제1대 크리에이티브 매니저 2011년 ~ 2020년 | 후임 (현직) |

| 전임 Aya | 제1대 E-girls 리더 2011년 ~ 2017 | 후임 사토 하루미 |